# Sönke Möhring
Sönke Möhring (Unna, 12 ottobre 1972) è un attore tedesco.

## Biografia
Ha iniziato a lavorare dagli inizi degli anni 2000, ed ha preso parte anche in film spagnoli, come The Impossible.

## Filmografia parziale

### Cinema
- Anatomy 2, regia di Stefan Ruzowitzky (2003)
- Bastardi senza gloria (Inglourious Basterds), regia di Quentin Tarantino (2009)
- The Impossible, regia di Juan Antonio Bayona (2012)

### Televisione
- Maddin in Love – serie TV (2008)
- Hindenburg - L'ultimo volo (Hindenburg), regia di Philipp Kadelbach – film TV (2011)